# Belaja Choluniza (Fluss)
Die Belaja Choluniza (russisch Бе́лая Холуни́ца) ist ein 160 km, nach anderen Angaben 168 km langer linker Nebenfluss der Wjatka im europäischen Teil Russlands. 

## Verlauf
Die Belaja Choluniza entspringt in der östlichen Oblast Kirow nahe dem Dorf Makarowschtschina in den Kamahöhen, unweit der Grenze zur Republik Udmurtien. Sie durchfließt die dicht bewaldete, hügelige Region zunächst in nordwestlicher und nördlicher Richtung.
20 km östlich von Belaja Choluniza schwenkt sie nach Westen um. Am östlichen Rand der Stadt ist die Belaja Choluniza zum Stausee Belocholunizki Prud (Белохолуницкий пруд) aufgestaut. Nach der Einmündung der Soma wenige Kilometer unterhalb von Belaja Choluniza biegt der Fluss wieder in vorwiegend nordwestliche Richtungen ab. Bei der Siedlung städtischen Typs Oktjabrski wendet sie sich nach Südwesten und erreicht schließlich wenige Kilometer südlich von Slobodskoi die Wjatka.

## Nutzung
Die hauptsächlich von Schmelzwasser gespeiste Belaja Choluniza ist durchschnittlich von November bis in den April gefroren. Sie wird von Bootswanderern touristisch genutzt.